# Antoni Oppeln-Bronikowski
Antoni Bronikowski (przydomku Oppeln- nie używał, ur. 29 października 1817 w majątku rodzinnym Golejewko k. Krobi, zm. 7 kwietnia 1884 w Ostrowie) – profesor doktor, pedagog, latynista, hellenista, poeta. Tłumacz dzieł literatury antycznej.

## Życiorys
Syn Wiktora i Aleksandry z hr. Garczyńskich, bratanek Rajmunda Bronikowskiego. Absolwent gimnazjum w Lesznie (1837) i Uniwersytetu im. Fryderyka Wilhelma we Wrocławiu (tytuł doktora filozofii – 1842). W latach 1842–1846 pracował w Gimnazjum św. Marii Magdaleny w Poznaniu. Stracił pracę, ponieważ (podobnie jak Hipolit Cegielski i Marceli Motty) odmówił kontroli mieszkań uczniów. W 1851 roku objął stanowisko nauczyciela w Królewskim Katolickim Gimnazjum w Ostrowie. 19 stycznia 1868 roku otrzymał tytuł profesorski. Szykanowany przez pruskie władze przeszedł na emeryturę (1883), rok później umarł. Jego śmierć odnotowały m.in. „Tygodnik Ilustrowany”, „Czas”, „Nowa Reforma”, „Kurier Poznański”, „Biblioteka Warszawska”. Pochowano go na ostrowskim Starym Cmentarzu.
Jako student publikował w leszczyńskim Przyjacielu Ludu oraz w poznańskim Tygodniku Literackim. Publikował zbiory poetyckie: w 1838 Kwiatek Wielkopolski, w 1840 Moje marzenia, w 1853 Mnemonion. Przetłumaczył na język polski m.in. dwa tomy dzieł Platona, Ekonomikon i Hippikę i Hipparcha, czyli jazdę konną i naczelnika jazdy Ksenofonta, Odyseję Homera, Historię wojny peloponeskiej Tukidydesa. Jego przekładom zarzucano ociężałość stylu, zbytnią hellenizację składni i zbyt mechaniczne tłumaczenie. Argumentował to usilnym staraniem o zachowanie właściwości oryginału. Bronili przekładów Bronikowskiego m.in. Karol Libelt i Józef Ignacy Kraszewski.
W Ostrowie uhonorowany ulicą jego imienia. Żonaty z Albertyną ze Święcickich, miał dwóch synów, Stanisława i Kazimierza.

## Literatura dodatkowa
- Bronikowski Antoni. W: Polski Słownik Biograficzny. T. 2: Beyzym Jan – Brownsford Marja. Kraków: Polska Akademia Umiejętności – Skład Główny w Księgarniach Gebethnera i Wolffa, 1936, s. 467–468. Reprint: Zakład Narodowy im. Ossolińskich, Kraków 1989, ISBN 83-04-03291-0.